# هجوم يوم الصفر (مسلسل)
هجوم يوم الصفر (بالإنجليزية: Zero Day) هو مسلسل تلفزيوني سياسي أمريكي مثير من تأليف إريك نيومان ونوح أوبنهايم ومايكل شميدت لـنتفلكس، وإخراج ليسلي لينكا جلاتر، وبطولة روبرت دي نيرو. تدور أحداث الفيلم حول رئيس سابق يحقق في هجوم إلكتروني مدمر في الولايات المتحدة. عُرضت جميع الحلقات على نتفلكس في 20 فبراير 2025.

## الملخص
يعين رئيس سابق للولايات المتحدة لقيادة تحقيق في هجوم إلكتروني ضخم تسبب في كوارث متعددة على مستوى البلاد.

## طاقم التمثيل

### رئيسي
- روبرت دي نيرو في دور جورج مولن، الرئيس السابق الشهير الذي عُين مسؤولًا عن لجنة اليوم صفر
- ليزي كابلان بدور ألكسندرا مولين، عضوة الكونجرس من الدائرة العاشرة في نيويورك وابنة جورج وشايلا مولين المنفصلة، والتي أصبحت فيما بعد رئيسة لجنة الإشراف على لجنة يوم الصفر
- جيسي بليمونز في دور روجر كارلسون، عميل سياسي ماهر ولكنه مضطرب يعمل كرجل أمن لمولين
- جوان ألين بدور شيلا مولين، قاضية وسيدة أولى سابقة رُشحت لمحكمة الاستئناف بالدائرة الثانية
- كوني بريتون بدور فاليري وايتسيل، رئيسة موظفي لجنة يوم الصفر التي عملت رئيسة لموظفي البيت الأبيض في إدارة مولن
- بيل كامب في دور جيريمي لاش، مدير وكالة المخابرات المركزية
- دان ستيفنز في دور إيفان جرين، المعلق السياسي الشهير والراديكالي ومقدم برنامج إيفان جرين الذي أصبح الناقد الأكثر صراحة لمولين
- أنجيلا باسيت في دور الرئيسة إيفلين ميتشل، الرئيسة الحالية التي عينت مولن رئيسًا للجنة يوم الصفر
- ماثيو مودين في دور ريتشارد دراير، رئيس مجلس النواب وممثل الولايات المتحدة من ولاية أوهايو
- ماكينلي بيلشر الثالث بدور كارل أوتينو، مساعد المدعي العام للولايات المتحدة والمحقق الرئيسي في لجنة يوم الصفر

### متكرر
- كلارك جريج في دور روبرت ليندون، ملياردير وول ستريت ورجل أعمال مؤسسي ومؤثر سياسي مرتبط بكارلسون
- غابي هوفمان بدور مونيكا كيدر، قطب التقانة في وادي السيليكون والرئيس التنفيذي لشركة بانوبلي، الخاضعة لتحقيق في قضايا الاحتكار
- مارك إيفانير في دور ناتان، عميل سابق في الموساد يقدم معلومات استخباراتية لمولين
- موزان نافابي بدور ميليسا كورنبلاو، مديرة الاتصالات ورئيسة العلاقات العامة في لجنة يوم الصفر
- هانا جروس بدور آنا سيندلر، الناشرة التي تساعد مولين في كتابة مذكراته
- كويل كارفين في دور العميل الخاص طوم مكارثي، قائد فريق الخدمة السرية التابع لمولن
- إيدن لي بدور العميل الخاص أنجيلا كيم، رئيسة فريق العمل المشترك للتحقيقات السيبرانية الوطنية التابع لمكتب التحقيقات الاتحادي
- ريان سباهن بدور بليك "ليون" فيلتون، عضو في منظمة The Reapers الإرهابية اليسارية المتطرفة
- كولن دونيل في دور إريك هايز

## الإنتاج

### التطوير
أفيد في نوفمبر 2022 أن إريك نيومان ونوح أوبنهايم ومايكل شميدت قد وضعوا تصورًا للقصة، حيث قام نيومان وأوبنهايم بكتابة السيناريو التجريبي. مع انضمام روبرت دي نيرو إلى بطولة الفيلم، ويشارك أيضًا بدور منتج تنفيذي إلى جانب نيومان، وأوبنهايم، وجوناثان جليكمان من بانوراميك ميديا، وشميدت. أكدت نتفلكس المشروع في 1 مارس 2023. قامت ليزلي لينكا جلاتر بالإنتاج.  وأُصدر المسلسل في 20 فبراير 2025.

### التمثيل
في أبريل 2023، أُعلن عن انضمام ليزي كابلان وجيسي بليمونز وجوان ألين وكوني بريتون إلى فريق التمثيل. في ديسمبر 2023، انضم بيل كامب، ماثيو مودين، دان ستيفنز، ماكينلي بيلشر الثالث، جابي هوفمان، مارك إيفانير وكلارك جريج إلى فريق التمثيل. في فبراير 2024، انضمت موزان نافابي إلى فريق العمل.

### التصوير
قُدم طلب لتصوير حادث قطار في مقاطعة ويستشستر، نيويورك لشهر يوليو 2023. بدأ التصوير في نيويورك وما حولها ولكن عُلق الإنتاج وأُرسل طاقم العمل والممثلين إلى منازلهم في يونيو 2023 بسبب إضراب نقابة كتاب أمريكا عام 2023. استُئنف الإنتاج في ديسمبر من ذلك العام.

## الاستقبال
أفاد موقع تجميع المراجعات روتن توميتوز أن الفيلم حصل على نسبة موافقة بلغت 54% مع متوسط تقييم 5.7/10، بناءً على 65 مراجعة نقدية. يورد إجماع نقاد الموقع، "يتمتع يوم الصفر بالكثير من الجاذبية بفضل طاقمه النجمي بقيادة روبرت دي نيرو ، لكن حبكة هذا المسلسل عالية المفهوم سخيفة بعض الشيء بحيث لا يمكن أخذها على محمل الجد." يعرضموقع ميتاكريتك، الذي يستخدم متوسطًا مرجحًا، 51 درجة من أصل 100 بناءً على 35 ناقدًا، مما يشير إلى مراجعات "مختلطة أو متوسطة".
وصفت لوسي مانجان من صحيفة الجارديان هذا العرض "لرجل صالح يكافح من أجل القيام بالشيء الصحيح في عالم يقدم الفساد في أسوأ الأحوال، ولا يقدم سوى التنازلات في أفضل الأحوال".
وصفت مجلة هوليوود ريبورتر المسلسل في مراجعة غير مبهجة بأنه "قسم الرأي في صحيفة نيويورك تايمز الذي أعيد إلى الحياة بوسطيته التي تميل بالكاد إلى اليسار".
"إن أباطرة التقانة، وحكم كبار السن، ومقدمي برامج البث الصوتي الذين يبثون المعلومات المضللة، وتآكل الحريات المدنية، كل هذا يختلط في حساء موحل يقترب من الأهمية دون أن يحققها أبدًا"، وفقًا لمراجعة في مجلة فارايتي.

## روابط خارجية
- هجوم يوم الصفر على موقع IMDb (الإنجليزية)
- هجوم يوم الصفر على موقع ميتاكريتيك (الإنجليزية)
- هجوم يوم الصفر على موقع روتن توميتوز (الإنجليزية)
- هجوم يوم الصفر على موقع نتفليكس (الإنجليزية)
- هجوم يوم الصفر على موقع ليتربوكسد (الإنجليزية)
- هجوم يوم الصفر على موقع ألو سيني (الفرنسية)
- هجوم يوم الصفر على موقع قاعدة بيانات الفيلم (الإنجليزية)